# 科多里河
科多里河是阿布哈茲的河流，位於該國北部，河道全長105公里，流域面積2,051平方公里，流量每秒144立方米，發源自大高加索山脈南麓，注入黑海，河水主要來自雨水。